# Masud Mostafa Dżokar
Masud Mostafa Dżokar (pers. مسعود مصطفی جوکار; ur. 21 września 1977 w Malajer) – irański zapaśnik w stylu wolnym. Srebrny medal w Atenach 2004 w kategorii 60 kg. Jego brat Mejsam Mostafa Dżokar jest również zapaśnikiem, który wystąpił w Pekinie 2008.
Drugi w Pucharze Świata w 2001 i piąty w 2006. Szósty na igrzyskach azjatyckich w 2002, a siódmy w 2006 roku.